# Pierre Raynal
Pour les articles homonymes, voir Raynal.
Pierre Raynal, né le 9 janvier 1920 à Paris et mort le 29 septembre 2008 à Chaudes-Aigues, est un homme politique français.

## Biographie
Ancien élève de l'Institution de la Présentation de Saint-Flour et de la faculté de médecine de Paris, il installe son cabinet médical à Chaudes-Aigues.
Élu conseiller général du Cantal pour le canton de Chaudes-Aigues à partir de 1949, il devient maire de Chaudes-Aigues en 1953.
Suppléant de Georges Pompidou à l'Assemblée nationale, il siège comme député du Cantal à partir du 21 septembre 1969, après l'élection présidentielle.
Il est signataire de l'« appel des 43 » en faveur d'une candidature de Valéry Giscard d'Estaing à l'élection présidentielle de 1974.
Il préside le conseil général du Cantal entre 1976 et 1988.
Conseiller général jusqu'en 1992, député jusqu'en 1993, et maire jusqu'en 1995, il a, au cours de sa carrière publique, défendu la vie rurale, encouragé le thermalisme, et milité en faveur du développement de sa région ; vision développée dans un ouvrage, paru en 1976, "Cantal la vie!".
Il a été fait en 2005 commandeur de la Légion d’honneur.

## Détail des mandats
Assemblée nationale
- 21/09/1969 - 01/04/1973 : député UDR de la 2e circonscription du Cantal
- 04/03/1973 - 02/04/1978 : député UDR de la 2e circonscription du Cantal
- 12/03/1978 - 22/05/1981 : député RPR de la 2e circonscription du Cantal
- 14/06/1981 - 01/04/1986 : député RPR de la 2e circonscription du Cantal
- 16/03/1986 - 14/05/1988 : député RPR du Cantal
- 05/06/1988 - 01/04/1993 : député RPR de la 2e circonscription du Cantal

Conseil général du Cantal
- 1949 - 1992 : conseiller général pour le canton de Chaudes-Aigues
- 1976 - 1988 : Président

Conseil municipal de Chaudes-Aigues
- 1953 à 1995 : maire